# Реал (Валенсія)
Реал, традиційно відомого як Реаль-де-Монтрой, (валенс. Real (офіційна назва), Real de Montroi, ісп. Real de Montroy) — муніципалітет в Іспанії, у складі автономної спільноти Валенсія, у провінції Валенсія. Населення — 2349 осіб (2010).

## Географія
Муніципалітет розташований на відстані близько 290 км на південний схід від Мадрида, 24 км на південний захід від Валенсії.

## Демографія
Динаміка населення (INE ):

## Галерея зображень

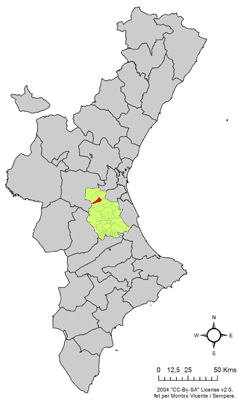
Розташування муніципалітету у автономній спільноті Валенсія
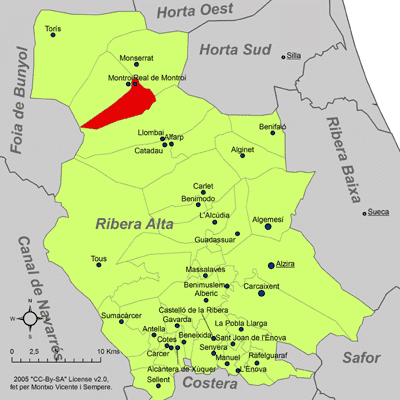
Розташування муніципалітету у комарці Рібера-Альта